# ホセ・ドミンゲス
ホセ・アルフレド・ドミンゲス（José Alfredo Dominguez，1990年8月7日 - ）は、ドミニカ共和国サンペドロ・デ・マコリス州サンペドロ・デ・マコリス出身の元プロ野球選手（投手）。右投右打。

## 経歴

### プロ入りとドジャース時代
2007年7月2日にロサンゼルス・ドジャースと契約。
2008年は傘下のルーキー級ドミニカン・サマーリーグ・ドジャースでプロデビュー。15試合（先発9試合）に登板して2勝4敗・防御率5.14・55奪三振の成績を残した。
2009年もルーキー級ドミニカン・サマーリーグでプレー。15試合（先発13試合）に登板して4勝5敗1セーブ・防御率3.64・57奪三振の成績を残した。シーズン終了後の9月14日に薬物違反で2010年シーズン50試合の出場停止処分を受けた。
2010年もルーキー級ドミニカン・サマーリーグでプレー。前年の薬物違反で5試合の登板にとどまり、1勝1敗1セーブ・防御率1.12・21奪三振だった。
2011年はまずルーキー級アリゾナリーグ・ドジャースでプレーし、10試合に先発登板して4勝1敗・防御率3.50・43奪三振の成績を残した。7月からパイオニアリーグのルーキー級オグデン・ラプターズでプレーし、3試合に先発登板して0勝3敗・防御率18.00・9奪三振の成績を残した。
2012年はまずA級グレートレイクス・ルーンズでプレーし、33試合（先発5試合）に登板して4勝3敗4セーブ・防御率5.25・78奪三振の成績を残した。8月にAA級チャタヌーガ・ルックアウツへ昇格。5試合に登板して0勝1敗1セーブ・防御率1.29・9奪三振の成績を残した。オフの11月5日に2度目となる薬物違反で25試合の出場停止処分を受けた。
2013年はAA級チャタヌーガで開幕を迎え、14試合に登板して1勝0敗5セーブ・防御率2.60・28奪三振の成績を残した。6月にAAA級アルバカーキ・アイソトープスへ昇格。8試合に登板して1勝0敗・防御率0.00・12奪三振の成績を残した。6月29日にメジャー昇格を果たし、翌30日のフィラデルフィア・フィリーズ戦でメジャーデビュー。4点リードの8回表から2番手として登板し、1回を投げ無安打無失点1奪三振に抑えた。この年は9試合に登板し0勝0敗・防御率2.16だった。7月23日に左脚四頭筋の張りのため、15日間の故障者リスト入りし、球団は手術をする必要はないと発表した。

### レイズ時代
2014年11月20日にグレッグ・ハリスと共にジョエル・ペラルタ、アダム・リベラトーレとのトレードで、タンパベイ・レイズへ移籍した。
2015年8月16日にDFAとなり、21日に40人枠を外れる形で傘下のAAA級ダーラム・ブルズへ配属された。オフの11月6日にFAとなった。

### パドレス時代
2015年12月19日にサンディエゴ・パドレスとマイナー契約を結んだ。
2016年の開幕は傘下のAAA級エル・パソ・チワワズで迎え、7月1日にメジャー契約を結んで25人枠入りした。10月25日に40人枠から外れ、AAA級エル・パソに降格した。

### ジャイアンツ傘下時代
2016年11月4日にサンフランシスコ・ジャイアンツとマイナー契約を結んだ。
2018年3月25日に放出された。

### メキシカンリーグ時代
2018年5月5日にリーガ・メヒカーナ・デ・ベイスボルのティフアナ・ブルズと契約を結んだ。7月3日に放出された。
2019年4月16日にリーガ・メヒカーナ・デ・ベイスボルのラグナ・ユニオン・コットンファーマーズと契約を結んだ。4月19日のオアハカ・ウォーリアーズ戦で審判により左腕から松脂を検出され、その試合からは退場処分となり10試合の出場停止処分と未公開ではあるが一定量の罰金を払うことになった。
2020年2月5日にリーガ・メヒカーナ・デ・ベイスボルのドゥランゴ・ジェネラルズと契約を結んだ。しかし、COVID-19の影響でシーズン中止となったため、公式戦での出場は無かった。
2021年2月25日にリリースされた。

## 詳細情報

### 年度別投手成績
| 年 度    | 球 団    | 登 板 | 先 発 | 完 投 | 完 封 | 無 四 球 | 勝 利 | 敗 戦 | セ 丨 ブ | ホ 丨 ル ド | 勝 率 | 打 者 | 投 球 回 | 被 安 打 | 被 本 塁 打 | 与 四 球 | 敬 遠 | 与 死 球 | 奪 三 振 | 暴 投 | ボ 丨 ク | 失 点 | 自 責 点 | 防 御 率 | W H I P |
| -------- | -------- | ----- | ----- | ----- | ----- | -------- | ----- | ----- | -------- | ----------- | ----- | ----- | -------- | -------- | ----------- | -------- | ----- | -------- | -------- | ----- | -------- | ----- | -------- | -------- | ------- |
| 2013     | LAD      | 9     | 0     | 0     | 0     | 0        | 0     | 0     | 0        | 1           | ----  | 39    | 8.1      | 11       | 0           | 3        | 0     | 1        | 4        | 1     | 0        | 3     | 2        | 2.16     | 1.68    |
| 2014     | LAD      | 5     | 0     | 0     | 0     | 0        | 0     | 0     | 0        | 0           | ----  | 30    | 6.1      | 7        | 2           | 3        | 0     | 1        | 8        | 0     | 0        | 8     | 8        | 11.37    | 1.58    |
| 2015     | TB       | 4     | 0     | 0     | 0     | 0        | 1     | 0     | 0        | 0           | 1.000 | 19    | 5.2      | 2        | 0           | 2        | 0     | 0        | 5        | 0     | 0        | 0     | 0        | 0.00     | 0.71    |
| 2016     | SD       | 34    | 0     | 0     | 0     | 0        | 1     | 0     | 0        | 1           | 1.000 | 155   | 35.2     | 34       | 5           | 17       | 1     | 4        | 20       | 2     | 0        | 23    | 20       | 5.05     | 1.43    |
| MLB：4年 | MLB：4年 | 52    | 0     | 0     | 0     | 0        | 2     | 0     | 0        | 2           | 1.000 | 243   | 56.0     | 54       | 7           | 25       | 1     | 6        | 37       | 3     | 0        | 34    | 30       | 4.82     | 1.41    |

- 2018年度シーズン終了時

### 年度別守備成績
| 年 度 | 球 団 | 投手（P） | 投手（P） | 投手（P） | 投手（P） | 投手（P） | 投手（P） |
| 年 度 | 球 団 | 試 合     | 刺 殺     | 補 殺     | 失 策     | 併 殺     | 守 備 率  |
| ----- | ----- | --------- | --------- | --------- | --------- | --------- | --------- |
| 2013  | LAD   | 9         | 0         | 2         | 0         | 0         | 1.000     |
| 2014  | LAD   | 5         | 1         | 1         | 0         | 0         | 1.000     |
| 2015  | TB    | 4         | 0         | 2         | 0         | 0         | 1.000     |
| 2016  | SD    | 34        | 2         | 6         | 0         | 2         | 1.000     |
| MLB   | MLB   | 52        | 3         | 11        | 0         | 2         | 1.000     |

- 2018年度シーズン終了時

### 背番号
- 60（2013年 - 2014年）
- 52（2015年）
- 62（2016年）